# Kim Sung-ho
Kim Sung-ho (* 16. Mai 1970) ist ein südkoreanischer Fußballschiedsrichter. Er ist seit 2004 K-League-Schiedsrichter und pfeift Spiele der K League Classic und der K League Challenge.